# Älggölen (Rogberga socken, Småland)
Älggölen är en sjö i Jönköpings kommun i Småland och ingår i Motala ströms huvudavrinningsområde. Sjöns area är 0,051 kvadratkilometer och den befinner sig 220 meter över havet.